# Pompônio Vitoriano
Pompônio Vitoriano (em latim: Pomponius Victorianus) foi um oficial romano do século III, ativo no reinado do imperador Probo (r. 276–282). Em 282, foi prefeito urbano de Roma e cônsul posterior com Probo.